# Álvaro Jiménez
Álvaro José Jiménez Guerrero (Córdoba, 19 de mayo de 1995), conocido deportivamente como Álvaro Jiménez, es un futbolista español que juega de centrocampista en la S. D. Tarazona de la Primera Federación.

## Trayectoria
Desde 2003 hasta 2010 jugó en las categorías inferiores del Córdoba C. F. El 1 de julio de 2010 ingresó en el cadete A del Real Madrid C. F. y en 2014 pasó a formar parte de la plantilla del Real Madrid C. F. "C", donde debutó en Segunda División B. Un año después subió al Real Madrid Castilla C. F.
En la temporada 2015-16 disputó un total de treinta y tres partidos en los que marcó un gol, y fue el máximo asistente del filial madridista con nueve pases de gol. En agosto de 2016 fue cedido al Getafe C. F., con el que consiguió un ascenso a Primera División. En julio de 2017 pasó a ser jugador del Getafe a todos los efectos tras abonar el equipo una cantidad cercana al millón de euros.
El 22 de agosto de 2018 se anunció su cesión al Real Sporting de Gijón para la temporada 2018-19. En la temporada 2019-20 se marchó cedido al Albacete Balompié de la Segunda División. Tras finalizar su periodo de préstamo volvió al club madrileño para realizar la pretemporada, aunque el 1 de septiembre de 2020 regresó al conjunto manchego y firmó por dos temporadas.
En agosto de 2021 fue traspasado al Cádiz C. F., equipo con el que firmó un contrato de cuatro años de duración. El 29 de enero de 2022 salió cedido a la U. D. Ibiza hasta final de temporada. Seis meses después, el 20 de julio, volvió a ser prestado, siendo la U. D. Las Palmas su destino para la campaña 2022-23. Con el conjunto canario consiguió ascender a Primera División, pero no se quedó a vivir la experiencia ya que en julio acumuló una nueva cesión al Tractor S. C. iraní.
El 3 de enero de 2024 fichó por el C. D. Tenerife, en calidad de cedido hasta junio del mismo año. El siguiente mes de septiembre acordó la rescisión de su contrato con la entidad gaditana y se marchó a Grecia para jugar en el Iraklis de Tesalónica, donde estuvo media temporada. Entonces permaneció seis meses sin equipo y en julio de 2025 se unió a la S. D. Tarazona.

## Clubes
| Club                       | País   | Año       |
| -------------------------- | ------ | --------- |
| Real Madrid C. F. "C"      | España | 2013-2014 |
| Real Madrid Castilla C. F. | España | 2014-2016 |
| Getafe C. F.               | España | 2016-2018 |
| Real Sporting de Gijón     | España | 2018-2019 |
| Albacete Balompié          | España | 2019-2021 |
| Cádiz C. F.                | España | 2021-2024 |
| U. D. Ibiza (cedido)       | España | 2022      |
| U. D. Las Palmas (cedido)  | España | 2022-2023 |
| Tractor S. C. (cedido)     | Irán   | 2023-2024 |
| C. D. Tenerife (cedido)    | España | 2024      |
| Iraklis de Tesalónica      | Grecia | 2024-2025 |
| S. D. Tarazona             | España | 2025-     |